# 移睾棘口吸虫
移睾棘口吸虫（いこうきょくこうきゅうちゅう、学名：Echinostoma cinetorchis）とは棘口吸虫科棘口吸虫属に属する吸虫の1種。第一中間宿主はヒラマキガイモドキ、第二中間宿主はドジョウ、カエル、モノアラガイ、タニシ、ヒラマキガイモドキ、終宿主はイヌ、ヒト、ドブネズミ。移睾棘口吸虫の虫卵は終宿主の糞便とともに外界へと移動し、水中でミラシジウムが孵化する。ミラシジウムは第一中間宿主の体内へ侵入し、スポロシスト、レジア、セルカリアへと発育する。セルカリアは体外へ遊出し、第二中間宿主体内へ侵入してメタセルカリアへと発育する。終宿主が第二中間宿主を捕食することにより終宿主の体内へ侵入し、小腸で脱嚢して成虫へと発育する。